# Hornfelsgipfel
Der Hornfelsgipfel ist ein 1810 m hoher Berg in den Usarp Mountains des ostantarktischen Viktorialands. Im nördlichen Teil der Morozumi Range ragt südlich des Mount Van Veen auf.
Wissenschaftler der deutschen Expedition GANOVEX III (1982–1983) nahmen seine Benennung vor. Namensgeber ist der Hornfels, ein metamorphes Gestein, aus dem der Berg vorwiegend besteht.